# El disco de tu corazón - vivo
El disco de tu corazón + vivo es el nombre del segundo álbum en vivo de la banda argentina Miranda!. Fue grabado en el Teatro Gran Rex el 9 y 10 de agosto de 2007. Es un CD doble que incluye el CD en estudio de El disco de tu corazón. El disco en vivo también incluye remixes y reversiones de las canciones «Prisionero» y «Perfecta», y los videoclips de «Prisionero», «Perfecta» y «Hola». En 2016 fue reeditado por Sony Music solamente con las canciones en vivo.

## Lista de canciones[2]
| N.º | Título                                                                                   | Escritor(es)    | Duración |  |
| 1.  | «Perfecta (Sonidero Nacional Remix)» (feat Sonidero Nacional y Pablo Lescano)            | Alejandro Sergi | 4:08     |  |
| 2.  | «Prisionero»                                                                             | Alejandro Sergi | 3:26     |  |
| 3.  | «Hola»                                                                                   | Alejandro Sergi | 3:10     |  |
| 4.  | «Perfecta»                                                                               | Alejandro Sergi | 3:45     |  |
| 5.  | «Enamorada»                                                                              | Alejandro Sergi | 3:15     |  |
| 6.  | «Nada es igual»                                                                          | Alejandro Sergi | 3:33     |  |
| 7.  | «Déjame» (con Leo García)                                                                | Alejandro Sergi | 3:06     |  |
| 8.  | «Amanece junto a mi»                                                                     | Alejandro Sergi | 3:07     |  |
| 9.  | «Hasta hoy»                                                                              | Alejandro Sergi | 3:18     |  |
| 10. | «Vete de aquí»                                                                           | Alejandro Sergi | 3:14     |  |
| 11. | «No me celes»                                                                            | Alejandro Sergi | 3:15     |  |
| 12. | «Te atreviste y me morí»                                                                 | Alejandro Sergi | 3:17     |  |
| 13. | «Voces»                                                                                  | Alejandro Sergi | 3:40     |  |
| 14. | «Perfecta (Juliana Gattas version)» (Juliana Gattas canta las partes de Julieta Venegas) | Alejandro Sergi | 3:44     |  |
| 15. | «Prisionero (Remix Trance)» (feat Gabriel Lucena)                                        | Alejandro Sergi | 4:25     |  |

## Miembros
- Alejandro Sergi: Voz y guitarra.
- Juliana Gattas: Voz.
- Lolo Fuentes: Guitarra y coros.
- Nicolás Grimaldi (Monoto): Bajo.
- Sebastián Rimoldi (Yoku): Teclados y programación.